# Europejski Urząd Nadzoru Giełd i Papierów Wartościowych
Europejski Urząd Nadzoru Giełd i Papierów Wartościowych (ang. European Securities and Markets Authority, ESMA) – organ Unii Europejskiej o profilu ekonomicznym, będący następcą CESR. Siedzibą ESMA jest Paryż.

## Członkowie
Członkami są reprezentanci wszystkich właściwych krajowych organów nadzoru, każdy z prawem głosu. Polskę w Radzie Organów Nadzoru ESMA (ang. Board of Supervisors) reprezentuje Komisja Nadzoru Finansowego. Ponadto w obradach uczestniczą (bez prawa głosu): 
- Przewodniczący EIOPA
- Przedstawiciel Komisji Europejskiej
- Przedstawiciel ESRB
- Przedstawiciel ESMA
- Przedstawiciel EBA

## Historia
ESMA zastąpiła Komitet Europejskich Regulatorów Rynku Papierów Wartościowych (CESR), powstały w 6 czerwca 2001 w celu konwergencji praktyk nadzorczych poprzez wydawanie niewiążących wytycznych i rekomendacji oraz doradzanie Komisji Europejskiej w zakresie opracowywanych przez nią aktów prawnych. Jednym z głównych elementów reformy nadzoru finansowego w UE było powołanie trzech Europejskich Urzędów Nadzoru, nazywanych Europejskim Systemem Nadzoru Finansowego, w miejsce wcześniej funkcjonujących komitetów nadzorców europejskich (CEBS, CEIOPS, CESR), zwanych komitetami 3. poziomu procedury Lamfalussy’ego. Powołane w ich miejsce Europejskie Urzędy Nadzoru mają znacznie szerszy zakres zadań, a także uprawnień i kompetencji.

## Cele
Głównym celem ESMA jest zapewnienie właściwego wdrażania przepisów dotyczących sektora kapitałowego, w sposób umożliwiający zachowanie stabilności finansowej i zapewnienie zaufania do systemu finansowego jako całości oraz odpowiedniej ochrony konsumentów usług finansowych. 

## Struktura
W skład Europejskiego Urzędu Nadzoru Giełd i Papierów Wartościowych wchodzą:
- Rada Organów Nadzoru (ang. Board of Supervisors – BoS)
- Zarząd (ang. Management Board – MB)
- Przewodniczący (ang. Chairperson)
- Dyrektor Wykonawczy (ang. Executive Director)
- Komisja Odwoławcza (ang. Board of Appeal – BoA) – wspólna dla wszystkich trzech instytucji Europejskiego Systemu Nadzoru Finansowego